# Languyan
Languyan ist eine philippinische Stadtgemeinde in der Provinz Tawi-Tawi. Sie hat 33.494 Einwohner (Zensus 1. August 2015).

## Baranggays
Languyan ist politisch in 20 Baranggays unterteilt.
| - Bakong - Bas-bas Proper - Basnunuk - Darussalam - Languyan Proper (Pob.) - Maraning - Simalak - Tuhog-tuhog - Tumahubong - Tumbagaan | - Parang Pantay - Adnin - Bakaw-bakaw - BasLikud - Jakarta (Lookan Latuan) - Kalupag - Kiniktal - Marang-marang - Sikullis - Tubig Dakula |